# Tratado de Cádis
O Tratado de Cádis foi promulgado pelo Duque de Palmela em 1810, no qual a Espanha se comprometeu a devolver as terras de Olivença a Portugal.
A cidade de Olivença encontra-se em uma zona de fronteira e por isso sempre foi motivo de confronto entre Portugal e Espanha. Atualmente, o território pertence a comunidade autônoma espanhola de Estremadura e a província de Badajoz. Portugal não declara abertamente sobre a cidade, porém não renúncia sua pretensão.
O Tratado de Cádis faz parte de uma série de tratados que colocaram em pauta a questão de Olivença. Essa questão teve início em 1297, quando o Tratado de Alcanizes estabeleceu Olivença como parte de Portugal. Já em 1801, através do Tratado de Badajoz, o território foi anexado a Espanha. Mesmo com o Tratado de Cádis, somente em 1817 a Espanha reconheceu a soberania portuguesa, comprometendo-se à devolver o território o mais rápido possível. Porém, isso não aconteceu até os dias de hoje. 

## Início da disputa

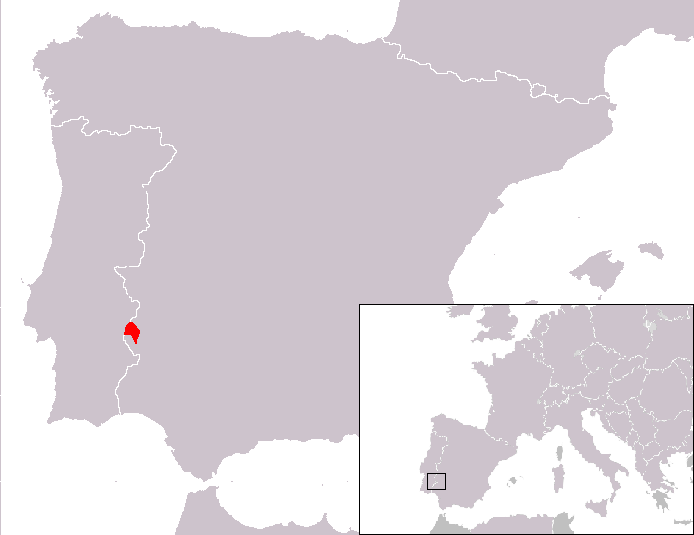
Localização do Município de Olivença

Durante a Reconquista Cristã na Península Ibérica, a região à margem esquerda do rio Guadiana foi dominada pelas forças de Afonso IX de Leão, na primavera de 1230. Para compensar os serviços prestados durante essa conquista, Leão doou os domínios de Burguillos e de Alconchel aos cavaleiros da Ordem do Templo. Entre essa doação e o ano de 1256, a ordem estabeleceu a Comenda de Olivença. Lá foram erguidos um castelo e uma igreja e assim se deu o início da exploração econômica da região. 
Enquanto a Ordem do Tempo e a Ordem de Santiago se expandiram para o Sul durante o reinado de Fernando III de Leão e Castela, uma expansão portuguesa também ocorria à margem esquerda do rio Guadiana. Dessa maneira foram estabelecidas duas medidas: a Convenção de Badajoz (1267), que afirmava o curso dos rios Caia e Guadiana como raia entre os domínios de Castela e Portugal e a remoção da Ordem do Templo dos domínios de Olivença.
Durante o reinado de D. Dinis (1279 – 1235), os planos dirigiram-se a Portugal. Em Castela, Sancho IV de Castela (1284 – 1295)  faleceu prematuramente e acarretou uma grave crise política. Assim, através de uma pressão militar e diplomática, os portugueses agiram para recuperar os domínios das terras à margem do Rio Guadiana.
Em 1297 o Tratado de Alcanizes regularizou a posição de alguns territórios que acabaram por favorecer de forma estratégica o domínio espanhol. 